# Стефан Грановський
Стефан Грановський гербу Леліва(нар. 1740 — пом. 1822) — генерал-майор коронних військ.

## Життєпис
Вихованець кадетського корпусу. Після закінчення освіти в 1768-1774 рр. він був віце-бригадиром корпусу і водночас капітаном 13-го піхотного полку, загалом у корпусі пробув 11 років. У 1774-1777 роках він навчався військовій справі в Німеччині та Франції і після цього став майором 13-го коронного піхотного полку . У 1783 році йому присвоєно звання підполковника. У польсько-російській війні 1792 року командував 13-м полком. Відзначився в битві під Жилинцями та Дубенкою, отримавши підвищення до полковника 18 липня 1792 року. Призваний до Волинської дивізії, він залишався на службі протягом Тарговицької доби. Після початку повстання Костюшка негайно пішов добровольцем на службу і підпорядкував Петигорську бригаду Й. Копєца, який прибув з Поділля на Люблінщину. 24 квітня 1794 отримав підвищення від Тадеуша Костюшка — до генерал-майор. Воював під Щекоцинами, був поранений. Після повстання пішов з війська.

## Родина
Був сином каноніка краківського, а до цього члена коронного трибуналу — Теодора Грановського. Одружився з Кунегундою, мав з нею трьох дочок: Стефанію, яка вийшла заміж за Каєтана Войнаровського, Теодозію, яка вийшла за Йоахіма Пегловського та Валентину